# Neoanguilla nepalensis
Neoanguilla nepalensis är en fiskart som beskrevs av Shrestha 2008. Neoanguilla nepalensis ingår i släktet Neoanguilla och familjen egentliga ålar. Inga underarter finns listade i Catalogue of Life.